# ジミー佐古田
ジミー・タカシ・サコダ（Jimmy Takashi Sakoda、日本名：佐古田 隆（さこだ たかし）、1935年8月17日 - ）は、アメリカ合衆国の警察官。元ロサンゼルス市警察刑事、ロス市警殺人課アジア特捜隊隊長、ロス郡検事。
ロス銃撃事件（ロス疑惑、三浦事件）日米合同捜査の指揮をした。ワシントン州シアトル市生まれの日系アメリカ人。
日本のマスメディアでは苗字が「さこた」と発音されることもあるが、これは誤読である。

## 経歴

### 生い立ち
日系三世。祖父は広島県出身。第二次世界大戦中は日系人の強制収容政策を受けてカリフォルニア州ツールレークの日系人強制収容所に収容され、幼い頃を過ごす。アメリカ人であるにもかかわらず強制収容所に収容されるという屈辱の日々の中で、「サムライ精神」を貫いた父親や教師たちから武士道を教え込まれ、日本人の血に誇りを抱く三世として育った。
カリフォルニア大学ロサンゼルス校ではフットボール選手として活躍。1955年に警察学校を首席で卒業し、陸軍に入隊。同年、在韓米軍勤務中にアメリカ陸軍兵士として初めて日本の土を踏む。

### ロス市警
除隊後、1958年にロス市警に入り麻薬取締課、風紀取締課、少年課など多くの部署に就いた。1975年に、ロス市警アジア系特別機動捜査隊（ATF；Asian Task Force　日系と朝鮮系で構成）を創設し隊長に就任。昭和天皇訪米時の警備任務にもあたった。
1976年に、市警に新設された「アジア特捜隊」のチーフ(警部補)に昇進。1977年には全米最優秀警察官に選ばれた。白人系の多いロス市警にあって、日系人としての誇りを持ち、根強く残っていた偏見や差別とも戦った。日系でも出世できる空気を作ったという。ただし、彼の小説『ロス市警アジア特捜隊』では、「東洋人は善良で犯罪を犯さない」と言う偏見のため、東洋系住民の犯罪行為が見逃され勝ちなことへの不満も述べている。現在でも非公式な場である時は、多少英単語が混じるものの非常に流暢な日本語で受け答えをする。

#### ロス疑惑
1981年から「ロス疑惑（三浦事件）」の発端から捜査に参加。しかし当初ロス市警は、銃撃による強盗事件は日常茶飯事でもあり、被害者はアメリカ市民でない日本人観光客のため、本気で捜査しなかったといわれている。ジミーの積極果敢な捜査活動、スタンドプレーは、むしろ上司同僚から顰蹙を買い三浦事件から外された。
しかし日本を訪れてマスコミの熱狂的な取材競争と、過剰報道に煽られた日本の視聴者たちの昂奮を肌で感じたジミーは、「このままではロサンゼルスオリンピックを控え、アメリカは危険な犯罪国家と思われてしまいかねない」。また凶悪犯人を許さないという刑事としての正義感から、直属上司を飛び越し市警副本部長やロス地方検事局へ直訴、三浦事件に本腰を入れて捜査せよと関係者の説得に努めた。
こうして上司同僚の忠告を斥け捜査を続けたために、1984年に26年間務めたロス市警を退職した。野心が強く、とにかく主導権を握りたがり、日本のマスコミに盛んに情報をリークしていた形跡のあるジミーに、上司同僚の評判は非常に悪かったという。
1985年に、これまでの捜査データを揃えロス地方検事局の検事長に直訴。これが実り同検事局の捜査官（のちロス郡検察首席捜査官）に任命された。三浦事件の捜査再開を命じられ日本側、寺尾正大警視庁捜査第一課管理官（主任捜査官-当時）と史上最初の日米合同捜査を指揮することとなった。事件の情報交換などで度々来日。日系人捜査官ということで、日本でも注目されワイドショーなどにも多数出演した。
三浦事件の追及は1988年に、三浦和義の逮捕状を取るに至るが、アメリカで逮捕して起訴に持ち込むためには、日本から証人を何度も呼んで出廷させなければならず、それには膨大な予算がかかるため逮捕は見送られた。また被害者の遺族が日本で裁くことを望んだこともあり、日本側に引き渡すことになった。

### その後
1999年に同検事局を退官。捜査現場を退いた後は、カリフォルニア州ロングビーチで探偵業を含む私立調査会社を開設している。
2007年、邦人事件の捜査活動への貢献と日米間の捜査協力の発展に対する寄与により旭日小綬章を受章した。
2008年の三浦逮捕でロス市警に請われ、ロス地方検事局の求めで正式に現場復帰を果たす。現在、三浦事件の捜査の指揮を執るロス市警未解決事件捜査班のリック・ジャクソン捜査官は、1980年代後半の日米合同捜査時にジミーらと捜査を共に行った人物。ジミーら当時の捜査官と緊密に連携しながら逮捕に向けた準備を進めていた。ロス市警は数年前から三浦の動きを追跡。日本語が堪能なジミーは、三浦容疑者が開設するブログを監視し2007年、三浦がサイパン旅行に触れたブログの内容を電話で伝え、逮捕に踏み切るようロス市警に働きかけた。

## 家族
アメリカのプロレスラー、ケイジ・サコダは甥。

## 著書
- ジミー佐古田（著）、平尾圭吾、中川剛（共訳）『ロス市警アジア特捜隊』早川書房、1984年1月。ISBN 978-4152032508。 自伝的小説。作中の“ジミー・オハラ”が自身。
- ジミー佐古田（著）、大森実（監訳）『疑惑の仮面 上』講談社、1984年10月。ISBN 978-4062015059。
- ジミー佐古田（著）、大森実（監訳）『疑惑の仮面 下』講談社、1984年10月。ISBN 978-4062016711。
- ジミー佐古田（著）、小泉摩耶（翻訳）、佐々淳行（監訳）『日米合同捜査 ロス検事局と警視庁捜査第一課』講談社、1996年10月。ISBN 978-4062084444。

## 映像化作品
ロス市警アジア特捜隊 To Protect and To Serve
1984年12月12日に日本テレビ系列『水曜ロードショー』枠にて放映。
「太陽にほえろ!」のスタッフが多数参加しており、大野克夫による劇伴の大半は放送後の1985年から「太陽」に流用された。
スタッフ
- 企画：杉助浩
- プロデューサー：銀谷精一（日本テレビ）、針生宏（東宝）
- 制作：波多腰晋二（日本テレビ）、梅浦洋一（東宝）
- 脚本：小川英、杉昌英
- 音楽：大野克夫（演奏：FREEWAYS ORCHESTRA）
- 選曲：小林和夫
- 録音：大庭弘
- 整音：坂田通俊
- 技斗：永野明彦
- 編集：神島帰美
- 撮影：安本英
- 照明：佐山五郎
- 美術：西村伸明
- 協力：日本航空、阪急交通社
- 助監督：廣西眞人
- 監督：澤田幸弘
- 監督補：渡辺拓也
- 製作：日本テレビ、東宝

キャスト
- ジミー・オハラ（アジア特捜隊隊長）：草刈正雄
- ペニー・ウエハラ（ジミーの恋人）：名取裕子
- 伊達浩（厚生省麻薬取締官）：竜雷太（特別出演）
- ゲーリー（ジミーの部下）：渡辺謙
- グレース（ゲーリーの妻）：中村久美
- 美津江：岡本舞
- その他：内藤剛志、勝部演之、青木卓、永井譲滋、清水宏、沢田遊吾、草薙良一、小宮健吾、風見レイ、五十嵐知子、ウイリー・ドーシー、デヴィッド・チョウ

## 出演
- 公共広告機構「麻薬撲滅」※ラジオCM（1991年-1995年）